# Serguei Belov
Serguei Belov (en rus: Серге́й Бело́в) (Nasxiokovo, Unió Soviètica 1944) fou un jugador de bàsquet rus, guanyador de quatre medalles olímpiques i un dels més destacats de la dècada del 1970.

## Biografia
Va néixer el 23 de gener de 1944 a la ciutat de Nasxiokovo, població situada a l'óblast de Tomsk, que en aquells moments formava part de la República Socialista Federada Soviètica de Rússia (Unió Soviètica) i avui dia de la Federació Russa.

### Vida personal
Va tenir una filla del seu primer matrimoni. Amb la segona dona, Lydia, va viure uns 20 anys. El fill Alexandre nascut en aquesta unió, des dels tres anys es va fer amic de la pilota i del gimnàs. Es va educar als Estats Units, on també jugava a bàsquet. En tornar de l'estranger a Rússia el 2000, va patir una greu malaltia. Des del 1997, Sergei Alexandrovitx va estar casat per tercera vegada amb la campiona olímpica de bàsquet de Barcelona-1992, la jugadora Svetlana Zabolúieva. La seva relació es va originar durant els Jocs Olímpics del 1996, on la selecció russa, que ell entrenava, no es va poder classificar.

## Carrera esportiva

### A nivell de clubs
Inicià la pràctica del bàsquet al club Uralmash de Sverdlovsk l'any 1964, però el 1968 fou fitxat pel CSKA Moscou, amb el qual jugà fins al 1980, any de la seva retirada. Amb aquest club aconseguí:
- Copa d'Europa de bàsquet (2): 1969 i 1971
  - La victòria del 1969 la va obtenir durant la seva primera temporada amb el CSKA de Moscou. Aquesta victòria es va obtenir a Barcelona, davant el Reial Madrid. Els soviètics, no sent conscients de la rivalitat entre els clubs de Madrid i Barcelona a Espanya, es van sorprendre pel suport de part del públic cap a ells. El CSKA finalment va guanyar el partit després d'un doble temps extra amb un marcador de 103 a 99. Belov va anotar 19 punts durant els cinquanta minuts que va passar a la pista.[2]
  - El seu segon títol europeu va ser dos anys després del primer, a Anvers, en una final entre els dos clubs finalistes de la temporada anterior, abans l'Ignis de Varese. Aquesta final es va jugar en absència de l'entrenador Aleksandr Gómelski. En aquell moment se li va prohibir a Gòmelski viatjar a l'estranger, ja que les autoritats soviètiques temien una deserció per part seva a causa del seu origen jueu. El CSKA es pren la revenja i guanya el partit amb un marcador de 67 a 53.[2]
- Finalista de la Copa d'Europa (2): 1970 i 1973
- Lliga de l'URSS (11): entre 1969 i 1974, i entre 1976 i 1980

L'any 1992 fou inclòs al Basketball Hall of Fame, esdevenint el primer europeu a aconseguir-ho. També forma part del Saló de la Fama de la FIBA des del 2007. Entre 1993 i 1998 fou president de la Federació russa de bàsquet.

### Amb la selecció nacional

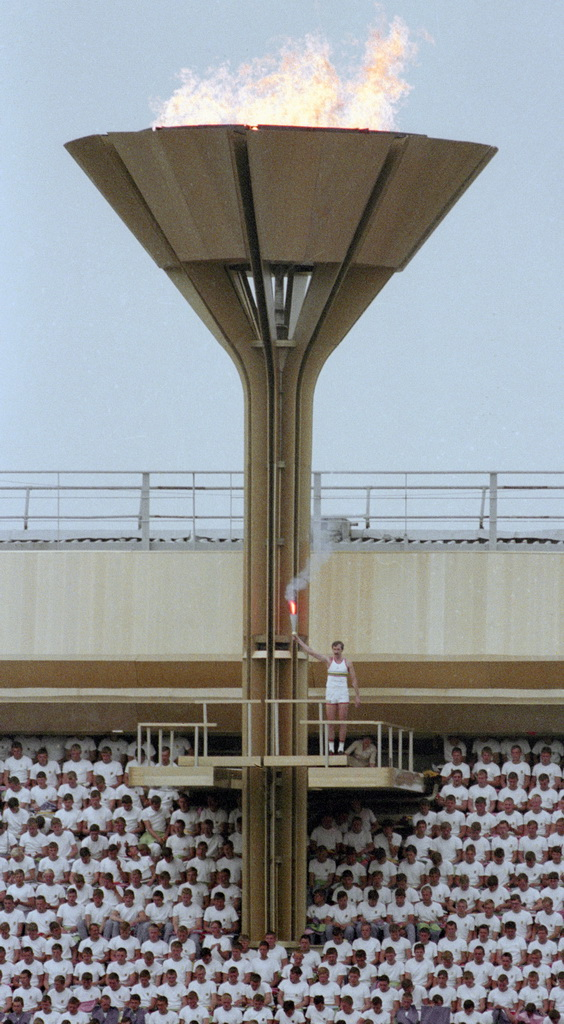
Serguei Belov encengué la flama olímpica a la cerimònia d'inauguració dels Jocs Olímpics d'Estiu de 1980 realitzats a Moscou.

Va participar, als 24 anys, en els Jocs Olímpics d'Estiu de 1968 celebrats a Ciutat de Mèxic (Mèxic), on va aconseguir guanyar la medalla de bronze amb la Selecció de bàsquet de la Unió Soviètica. En els Jocs Olímpics d'Estiu de 1972 realitzats a Múnic (Alemanya Occidental) aconseguí guanyar la medalla d'or en derrotar a la final olímpica la selecció de bàsquet dels Estats Units, un fet considerat històric en aquells moments. Entre les seves participacions hi ha la famosa final del 1972 on la URSS va guanyar a la final els Estats Units després dels últims segons més controvertits de la història del bàsquet internacional (51-50). Els nord-americans guanyaven per un punt després de dos tirs lliures aconseguits (49-50), però havia sonat la sirena de la taula abans del segon tir (temps mort demanat pel banc soviètic), però no es va arribar a concedir abans del tir lliure, creant una controvèrsia sobre quants segons quedaven per al final del partit. Al principi, la taula considera que quedaven 3 segons, es descompten dos segons i s'arriba al xiulet final sense cistella soviètica. Una nova consideració de la taula, amb intervenció del Secretari General de la FIBA Renato William Jones, fa que es torni a posar els tres segons que quedaven inicialment i es concedeixi la possessió amb servei de banda a l'equip soviètic per tercera vegada. Els soviètics fan una passada llarga del seu costat del camp a l'altra cistella on els dos defensors del pivot Aleksandr Belov, Kevin Joyce i Jim Forbes, cauen desequilibrats i Belov aconsegueix fer una cistella fàcil davant els ulls sorpresos dels nord-americans. Tot i les moltes protestes americanes, el resultat es va considerar vàlid. Belov va marcar 20 punts durant aquest partit.

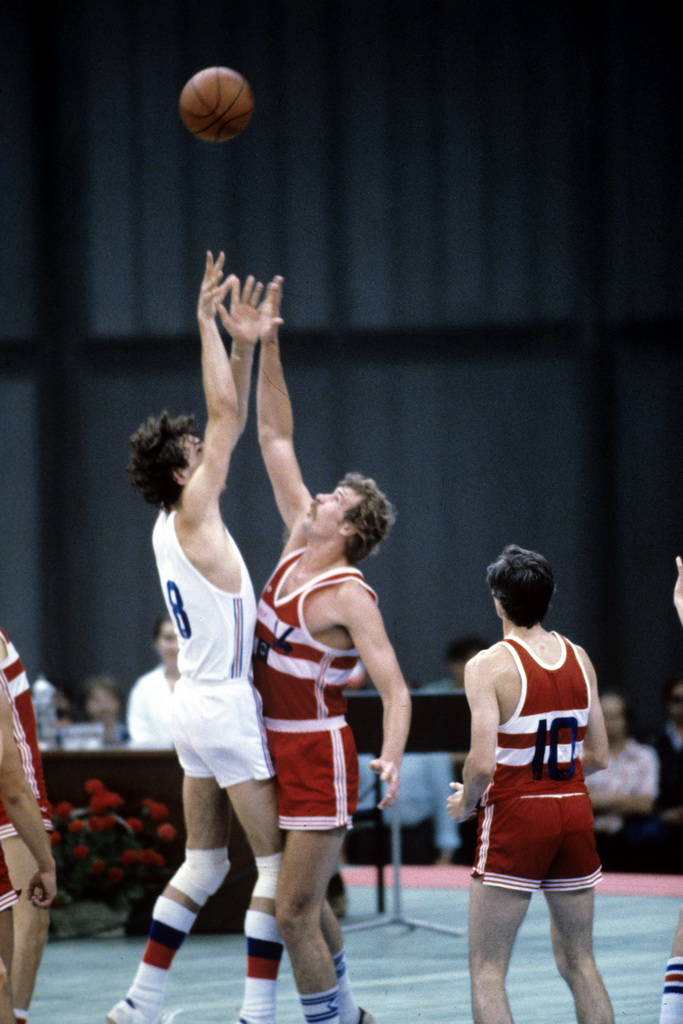
Partit durant els Jocs Olímpics de 1980 entre L'URSS i Txecoslovàquia. Belov apareix d'esquena, amb el número tradicional, el 10.

Posteriorment aconseguí guanyar una nova medalla de bronze en els Jocs Olímpics d'Estiu de 1976 realitzats a Mont-real i en els Jocs Olímpics d'Estiu de 1980 realitzats a Moscou (Unió Soviètica), on a més fou un dels portadors de la torxa olímpica en la cerimònia d'obertura dels Jocs.
Al llarg de la seva carrera ha guanyat quatre medalles en el Campionat del Món de bàsquet masculí, entre elles dues medalles d'or, i set medalles en el Campionat d'Europa, quatre d'elles d'or.

## Últims anys
Belov va ser l’entrenador en cap del CSKA Moscou, amb qui va guanyar el campionat de la Lliga de l'URSS el 1982 i el 1990. També va ser l'entrenador en cap de l'Ural Great Perm. Amb el suport del president del club, el suport de les autoritats locals i nombrosos fanàtics, Belov va aconseguir formar un equip amb qualitat de joc i en 1 o 2 temporades portar l'equip a altes cotes. A la temporada 2000/2001, L'Ural Great va guanyar per primera vegada a la història el títol de campió de Rússia. A la categoria del millor equip del país, el club va rebre una invitació per participar al Campionat d'Eurolliga (ULEB). A la temporada 2001/2002, l'equip renovat va tornar a guanyar el campionat rus, va continuar actuant amb confiança a l'Eurolliga i el 2003 va guanyar la Copa de Rússia. A la temporada 2005-06, el club va guanyar la Copa Challenge FIBA., Sergey Belov va ser el president del club Ural-Great.
Com a entrenador en cap de l'equip nacional rus de bàsquet masculina sènior, va guanyar medalles de plata tant al Campionat del Món FIBA de 1994 com al Campionat del Món FIBA de 1998, i la medalla de bronze a l'EuroBasket 1997. També va ser l'entrenador en cap de Rússia a l'EuroBasket 1995 i l'EuroBasket 1999.
Serguei Belov va morir el 3 d'octubre de 2013 a Perm, Rússia, a causa d'una llarga malaltia.

## Llegat
L'asteroide 296638 Sergeibelov, descobert per Timur Kryachko el 2009, va ser batejat en la seva memòria. La citació va ser publicada pel Minor Planet Center el 16 de març de 2014 (M.P.C. 87546).

## Premis i èxits
- Com a jugador:
  - 2 × EuroLeague Campió: 1969, 1971
  - 3 × Màxim golejador de la final de l'Eurolliga: 1970, 1971, 1973
  - 11 × Lliga de bàsquet de l'URSS Champion: 1969, 1970, 1971, 1972, 1973, 1974, 1976, 1977, 1978, 1979, 1980
  - 2 × Guanyador de la Copa de l'URSS: 1972, 1973
  - Summer Universiade: Medalla d'or: Bàsquet a la Universiada d'estiu de 1970
- Bàsquet als Jocs Olímpics: Medalla d'or: 1972,  Medalla de bronze:1968, 1976, 1980
  - FIBA World Cup Medalla d'or: Campionat del Món de bàsquet masculí de 1967, Campionat del Món de bàsquet masculí de 1974. Medalla de plata: Campionat del Món de bàsquet masculí de 1978. Medalla de bronze: Campionat del Món de bàsquet masculí de 1970 (FIBA World Cup MVP)
  - FIBA EuroBasket: Medalla d'or: 1967, 1969 (MVP), 1971, 1979 Medalla de plata: 1975, 1977 Medalla de bronze: 1973
  - Honoured Master of Sports of the USSR
  - Orde de la Insígnia d'Honor
  - Medalla de la Distinció Laboral
  - FIBA's 50 Greatest Players: 1991 (Votat #1)
  - Saló de la fama del bàsquet Naismith Memorial: 1992
  - FIBA All-Time EuroStars Team: 2007
  - Membres del Saló de la Fama de la FIBA: 2007
  - 50 grans contribuïdors de la història de l'Eurolliga: 2008
  - 101 Greats of European Basketball: 2018
- Com a entrenador principal:
  - 2 × Lliga de bàsquet de l'URSS Campió: 1982, 1990
  - FIBA Order of Merit: 1995
  - 2 × Campió del Campionat de Rússia: 2001, 2002
  - Russian Cup Winner: 2004
  - North European League Champion: 2001
  - Campionat del Món de bàsquet masculí:
    - Medalla de plata: Campionat del Món de Bàsquet de 1994, Campionat del Món de bàsquet de 1998

  - Campionat d'Europa de bàsquet masculí:
    - Medalla de bronze: 1997